# Tephronia infuscata
Tephronia infuscata är en fjärilsart som beskrevs av Leo Schwingenschuss. Tephronia infuscata ingår i släktet Tephronia och familjen mätare. Inga underarter finns listade i Catalogue of Life.